# Ібіс чубатий
Ібіс чубатий (Lophotibis cristata) — птах з родини ібісових, єдиний представник роду чубатий ібіс (Lophotibis).

## Опис
Ібіс чубатий довжиною приблизно 50 см. Оперення переважно від коричневого до чорно-коричневого кольору, передня половина крил білого кольору. Голова чорна з зеленуватим відблиском, оголена ділянка за дзьобом і навколо очей червоного кольору. На потилиці пір'я чубчика чорного кольору частково білі. Вигнутий до низу дзьоб жовтуватого кольору.

## Поширення
Ібіс чубатий — ендемік острова Мадагаскар.

## Живлення
Раціон цього птаха складається з комах та їх личинок, черв'яків, равликів і їх яєць, сарани, павуків, рідше також з дрібних ссавців, рептилій і амфібій. Птах шукає корм в парах або малих групах, крокуючи і глибоко прочищаючи своїм дзьобом лісовий ґрунт.

## Розмноження
Сезон гніздування припадає на сезон дощів, між вереснем і січнем. Великі гнізда будує з гілок, трави і листя на горизонтальних гілках чи розвилках дерев. Кладка складається з 2 або 3 яєць.

## Підвиди
- L. c. cristata (Boddaert, 1783)
- L. c. urschi (Lavauden, 1929)